# グルタミン酸-5-セミアルデヒド
グルタミン酸-5-セミアルデヒド（英語: glutamate-5-semialdehyde）は、プロリンやアルギニン（オルニチンを経由）の生合成と分解、およびカルバペネム系抗生物質などの生合成に関与する非タンパク性アミノ酸である。
グルタミン酸セミアルデヒドデヒドロゲナーゼ（EC 1.2.1.41）によるグルタミン酸-5-リン酸の還元によって合成される。
グルタミン酸セミアルデヒドを水素化ホウ素ナトリウムで還元すると、ヒドロキシアミノ吉草酸が得られる。